# لیدی سوزان
لیدی سوزان (انگلیسی: Lady Susan) لیدی سوزان یک رمان نامه‌نگارانه از جین آستن است که احتمالاً در سال ۱۷۹۴ نوشته شده‌است اما تا سال ۱۸۷۱ منتشر نشد. این اثر کامل اولیه که نویسنده هرگز برای انتشار ارائه نکرده‌است، طرح‌های شخصیت عنوان را توصیف می‌کند.

## خلاصه
لیدی سوزان ورنون، بیوه زیبا و جذاب، با برادر شوهرش و همسرش، چارلز و کاترین ورنون، بدون اطلاع قبلی در چرچیل، اقامتگاه کشورشان، ملاقات می‌کند. کاترین خوشحال نیست، زیرا لیدی سوزان سعی کرده بود از ازدواج او با چارلز جلوگیری کند و مهمان ناخواسته او به او به عنوان «کاملاترین عشوه گری در انگلیس» توصیف شده‌است. 
برادر کاترین، رجینالد یک هفته بعد از راه می‌رسد و با وجود هشدارهای شدید کاترین در مورد شخصیت لیدی سوزان، به زودی تحت طلسم او قرار می‌گیرد. بانو سوزان برای سرگرمی خود و بعداً به دلیل اینکه متوجه می‌شود خواهر شوهرش را ناراحت می‌کند، با محبت‌های مرد جوان‌تر بازی می‌کند. معتمد او، خانم جانسون، که او مرتباً به او نامه می‌نویسد، به او توصیه می‌کند با رجینالد بسیار واجد شرایط ازدواج کند، اما لیدی سوزان او را بسیار پایین‌تر از Manwaring می‌داند.